# مارهانتس
مارهانتس (اوکراینی: Марганець) شهری در استان دنیپروپتروفسک در کشور اوکراین است. جمعیت این شهر ۴۵,۷۱۸ نفر (۲۰۲۱ تخمینی) است.